# Friedrich Jacobs (Mediziner)

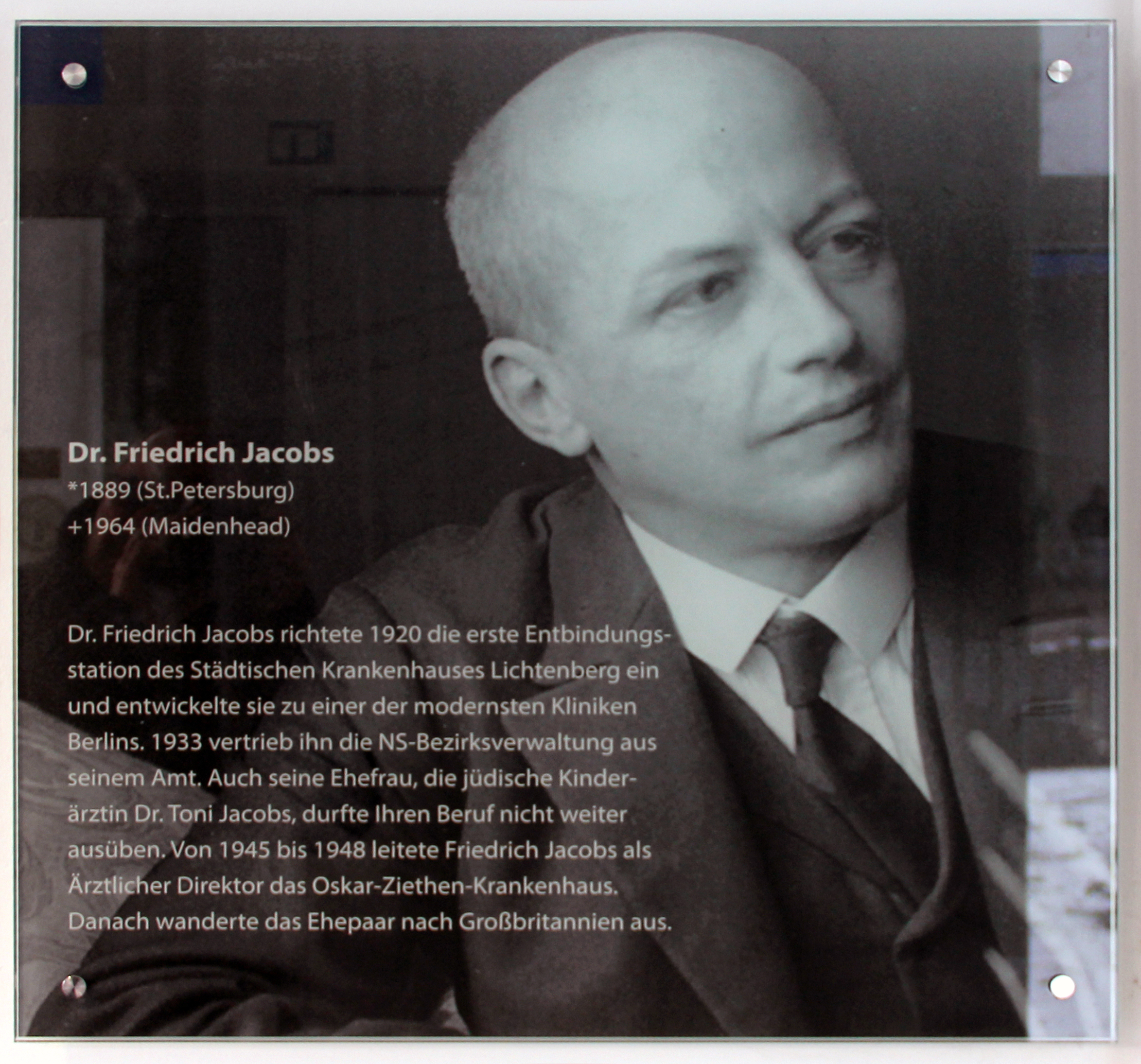
Gedenktafel am Haus, Fanningerstraße 32, in Berlin-Lichtenberg

Friedrich Adalbert Jacobs (* 11. Mai 1889 in Sankt Petersburg; † 1. November 1964 in Maidenhead) war ein deutscher Gynäkologe, der vor allem durch die Einrichtung der ersten Entbindungsstation im Krankenhaus Berlin-Lichtenberg im Jahr 1920 bekannt wurde.

## Leben
Jacobs, der in Straßburg Medizin studiert hatte, arbeitete nach seiner Approbation und Promotion an der Universität Straßburg zunächst als Assistenzarzt an der Medizinischen Universitätsklinik Straßburg, danach nahm er eine Stelle am Pharmakologischen Institut in Göttingen und an der Privatklinik von Paul Straßmann in Berlin an. In den Jahren 1914–1918 arbeitete Friedrich Jacobs an der Universitätsfrauenklinik der Charité unter Leitung von Ernst Bumm. Bis 1920 vervollkommnete er seine beruflichen Kenntnisse an der Brandenburgischen Frauenklinik in Brandenburg an der Havel und unterrichtete in der Hebammen-Lehranstalt in Berlin-Neukölln. Schließlich trat er 1920 eine Stelle als Stationsarzt im Städtischen Krankenhaus Lichtenberg an, seine Wohnung nahm er in der Möllendorffstraße 7/8 in Lichtenberg.
Hier initiierte Jacobs die Einrichtung einer ersten Entbindungsstation, die am 1. April 1920 eröffnet wurde. Sie befand sich im dritten Obergeschoss eines Isolierpavillons und umfasste je 12 Betten für Mütter und Neugeborene. Im Jahr der Eröffnung kamen hier bereits 458 Kinder auf die Welt, im Folgejahr wurden 612 Neugeborene gezählt. (Die Entbindung im Krankenhaus unter fachärztlicher Aufsicht hatte nach dem Ersten Weltkrieg begonnen, wozu Geburtshäuser eingerichtet waren.) Bald wurde das Lichtenberger Krankenhaus ob dieser medizinischen Errungenschaft in Berlin bekannt, die Station erhielt bessere Räumlichkeiten und mehr Betten.
Friedrich Jacobs, im Jahr 1925 im Berliner Adressbuch als Frauenarzt und Geburtshelfer eingetragen, war mit der Kinderärztin Toni Jacobs (1888–1973) verheiratet. Nach der Machtübernahme der Nationalsozialisten im Jahr 1933 wurde er aufgefordert, sich von seiner jüdischen Frau zu trennen. Nachdem er dies abgelehnt hatte, versetzten ihn die neuen Machthaber in den Ruhestand, seine Frau erhielt Berufsverbot. Ihr Sohn und ihre drei Töchter wurden 1938/39 als Flüchtlinge in Großbritannien aufgenommen, die Auswanderung der Eltern scheiterte wegen des Kriegsbeginns. Sie überlebten in Berlin. Friedrich Jacobs wurde nach dem Ende des Zweiten Weltkriegs zum Ärztlichen Direktor des Lichtenberger Krankenhauses berufen und bekleidete dieses Amt vom 22. Juli 1945 bis 1948. Danach zogen Toni und Friedrich Jacobs zu ihren Kindern nach England.

## Würdigung
Das Bezirksamt Lichtenberg ehrte den Gynäkologen im Jahr 2010, als es im Neubaugebiet Rummelsburger Bucht eine Straße nach ihm benannte, die Friedrich-Jacobs-Promenade.
Im Foyer des Sana-Klinikums Lichtenberg (wie die medizinische Einrichtung seit 2005 heißt) wurde im November 2014 eine Gedenktafel angebracht, die an das Wirken von Friedrich Jacobs erinnert. Gleichzeitig ist dort eine Ausstellung über sein Leben zu sehen.